# Scalptia
Scalptia là một chi ốc biển, là động vật thân mềm chân bụng sống ở biển trong họ Cancellariidae.

## Các loài
Các loài trong chi Scalptia gồm có:
- Scalptia aliguayensis Verhecken, 2008[2]
- Scalptia androyensis Verhecken & Bozzetti, 2006[3]
- Scalptia articularis (G.B. Sowerby I, 1832b)[4]
- Scalptia articularoides Verhecken, 1995[5]
- Scalptia bicolor (Hinds, 1843)[6]
- Scalptia contabulata (G.B. Sowerby I, 1832b)[7]
- Scalptia crenifera (G.B. Sowerby I, 1832b)[8]
- Scalptia crispa (G.B. Sowerby I, 1832b)[9]
- Scalptia crispatoides Verhecken, 2008[10]
- Scalptia crossei (Semper, 1861)[11]
- Scalptia foveolata (G.B. Sowerby II, 1849a)[12]
- Scalptia hystrix (Reeve, 1856)[13]
- Scalptia laingensis Verhecken, 1989[14]
- Scalptia mercadoi Old, 1968[15]
- Scalptia nassa (Gmelin, 1791)[16]
- Scalptia obliquata (Lamarck, 1822)[17]
- Scalptia scala (Gmelin, 1791)[18]
- Scalptia scalariformis (Lamarck, 1822b)[19]
- Scalptia scalarina (Lamarck, 1822b)[20]
- Scalptia scalata (Sowerby, 1832)[21]
- Scalptia textilis (Kiener, 1841)[22]
- Scalptia vangoethemi Verhecken, 1995[23]
- Scalptia verreauxii (Kiener, 1841)[24]